# NGC 6743
NGC 6743 is een open sterrenhoop in het sterrenbeeld Lier. Het hemelobject werd op 6 juli 1828 ontdekt door de Britse astronoom John Herschel.